# Associació Catalana de la Crítica i l’Escriptura Cinematogràfica
L' Associació Catalana de la Crítica i l'Escriptura Cinematogràfica (ACCEC) és una associació catalana fundada el 1987 que aplega crítics de cinema i escriptors de cinema. El seu objectiu és la promoció d'activitats relacionades amb la cultura i la indústria cinematogràfiques i d'altres audiovisuals, la denúncia de qualsevol manipulació en la transmissió de l'obra audiovisual i la difusió del cinema català entre la crítica cinematogràfica estrangera.
Fou creada a Barcelona el 1987 com a Associació Catalana de Crítics i Escriptors Cinematogràfics gràcies a una comissió formada pels crítics i escriptors Enric Alberich, Jordi Balló i Fantova, Quim Casas, Àlex Gorina, Elena Hevia, Josep Maria López i Llaví, Octavi Martí, José Enrique Monterde, Joana Raja, Esteve Riambau, Joaquim Romaguera i Mirito Torreiro. El març de 1988 es va constituir la primera Junta Directiva, que va presidir el crític de cinema de La Vanguardia José Luis Guarner i va ocupar el càrrec fins 1992. El 1989 es va integrar a la FIPRESCI i va instal·lar la seva seu a la del Col·legi de Periodistes de Catalunya. Durant molts anys va ser l'únic referent associatiu dels escriptors de cinema a l'Estat espanyol, raó per la qual encara avui acull membres de fora de Catalunya.
Els anys 1988, 1990 i 1991 va organitzar les Setmanes de la Crítica amb la projecció de pel·lícules en col·laboració amb la Filmoteca de Catalunya. Des del 1992 ha estat encarregada d'organitzar la selecció de pel·lícules projectades a la secció Seven Chances del Festival Internacional de Cinema de Catalunya celebrat cada any a Sitges. Des del 1994 atorga el premi de la crítica del Festival, anomenat Premi de la Crítica José Luis Guarner. El 1996 va organitzar el cicle Testimonis de la història del cinema a Catalunya, i el 2003 un taller ce crítica cinematogràfica. Ha celebrat debats sobre temes relacionats amb la pràctica professional dels escriptors i crítics de cinema, sobre la situació dels festivals de cinema o de les filmoteques a l'Estat espanyol, i sobre el paper de la informació i la crítica cinematogràfiques en la premsa diària. També organitza taules rodones, conferències i tallers de crítiques de cinema.

## Presidents[5]
- 1988-1992: José Luis Guarner
- 1992-1993: Esteve Riambau
- 1993-1999: Àngel Quintana
- 1999-2002: Carlos Losilla
- 2002-2014: José Enrique Monterde
- 2014-2018: Violeta Kovacsics
- 2018-2020: Marta Armengou
- 2020- : Ignasi Franch